# 平野善治郎
平野 善治郎（ひらの ぜんじろう、1902年（明治35年）3月12日 - 1994年（平成6年）12月21日）は、日本の政治家。参議院議員（1期）。

## 経歴
青森県出身。平野木材、青森県造船の各社長を務める。1947年の第1回参議院議員通常選挙において青森地方区から民主党公認で立候補して当選。芦田内閣で農林政務次官となる。1950年の参院選で落選。1963年に青森県副知事となった。1982年春の叙勲で勲三等瑞宝章受章。1994年12月21日死去、92歳。死没日をもって正五位に叙される。